# Иљушин
Иљушин (рус. Авиационный комплекс имени С. В. Ильюшина) је руски конструкциони биро и произвођач авиона који је основао Сергеј Владимирович Иљушин.

## Историјат
Потпредседник Комесаријата тешке индустрије СССР и шеф ваздухопловне индустрије П. И. Баранов је 13. јануара 1933. године, при фабрици No 39 формирао „Централни Конструкциони Биро (ЦКБ)“ за пројектовање и производњу лаких авиона. Према руководиоцу бироа добио је прво незванично назив С. В. Иљушин, а након његовог пензионисања и смрти цео тај комплекс је према њему добио назив рус. Авиационный комплекс имени С. В. Ильюшина.
Већ 1935. године, из овог бироа излази двомоторни бомбардер са радном ознаком ЦКБ-26 с следеће године његова побољшана варијанта ЦКБ-30, који након пуштања у производњу добио војну ознаку ДБ-3. Овај авион је у августу месецу 1936. године предат на употребу Црвеној армији и са њим је 1938. и 1939. године, оборен први светски рекорд који је приписан совјетској авијацији. Серијска производња овог авиона почиње 1937. године. Цивилна верзија овог авиона добила је назив „Москва“ и са њим су за то време обављени изванредни летови на релацији Москва - Далеки исток и у Северну Америку.
Од 1935. године, па надаље овај тим пројектује авион за противтенковску борбу, за уништавање војних објеката иопреме и живу силу непријатеља. Авион је носио ознаку ЦКБ-55 или оклопни јуришник БШ-2. Испитивање авиона је почело 2. октобра 1939. године, а производња уочи самог рата. Када је донета одлука о преименовању авиона (према имену главног конструктора) ЦКБ-55 је добио ознаку Ил-2 а бомбардер ДБ-3 (ЦКБ-26/30), носи ознаку Ил-4. Оба авиона су ушла у историју, Ил-4 као први савезнички авион који је бомбардовао Берлин, а Ил-2 авион који је произведен у јако великом броју примерака око 36 000 примерака и постао родоначелник новог вида авијације „јуришне авијације“, авион се прославио под надимком „летећи тенк“. Може се слободно рећи да је авион Ил-2 био ефикасно оружје које је постала препрека за спровођење Блицкрига.
За време рата, ОКБ Иљушин и фабрика се дислоцирани у Кујбишев (Самара), а после рата биро се поново враћа у Москву и ради на пројекту првог совјетског транспортног/путничког авиона Ил-12. На бази овог авиона развија се нови путнички авион Ил-14 са вишим перформансама од свог претходника. Ово уједно и постаје постепена преоријентација на путнички и транспортни програм комплетног Завода. Први четворомоторни бамбардер на млазни погон Ил-22 је дело конструктора и запослених у Заводу Иљушин.
У току свог пословања, ова фирма је развила и произвела веома успешне авионе, овде се наводе само најзначајнији: јуришници Ил-2, Ил-10, Ил-102; бомбардери Ил-4, Ил-28, Ил-38; путнички Ил-14, Ил-18, Ил-62, Ил-86 и Ил-96; и транспортни авиони Ил-12, Ил-76, Ил-96Т и Ил-114Т.

## Структура пословног система Иљушин
Авиационный комплекс имени С. В. Ильюшина (Пословни систем Иљушин) има следећу структуру:
- Конструкциони биро авиона седиште: Москва,
- Прототипска производња седиште: Москва,
- Филијала - Опитни центар седиште: аеродром Жуковски Московска област,
- Центар за обуку кадрова седиште: Московска област-округ Дмитров,
- Центар за ремонт транспортних авиона седиште: Новгород,
- Представништво седиште: Ташкент, Узбегистан,
- Филијала Иљушина седиште: Вороњеж,
- Филијала Иљушина седиште: Уљановск и
- Огранак Иљушина седиште: Рјазан-град

По одлуци руске владе Авиациони комплекс Иљушин је 2006. године интегрисан у нову "Уједињену авио-производну корпорацију".

## Авиони
| Назив авиона       | НАТО ознака     | Година                         | Намена авиона                                           |
| ------------------ | --------------- | ------------------------------ | ------------------------------------------------------- |
| ДБ-3               | -               | 1936.                          | тешки бомбардер                                         |
| Иљушин Ил-1        | -               | 1943.                          | тешки ловац                                             |
| Иљушин Ил-2        | Bark            | 1940.                          | јуришни бомбардер                                       |
| Иљушин Ил-4        | Bob             | 1939.                          | тешки бомбардер                                         |
| Иљушин Ил-6        | -               | 1943.                          | бомбардер дугог домета                                  |
| Иљушин Ил-8        | -               | 1943.                          | тешки бомбардер                                         |
| Иљушин Ил-10       | Beast           | 1944.                          | јуришни бомбардер                                       |
| Иљушин Ил-12       | Coach           | 1945.                          | средње линијски путнички авион                          |
| Иљушин Ил-14       | Crate           | 1950.                          | средње линијски путнички авион                          |
| Иљушин Ил-16       | -               | 1945.                          | јуришни бомбардер                                       |
| Иљушин Ил-18с Аш73 | Clam            | 1946.                          | дуго линијски путнички авион (са клипним моторима)      |
| Иљушин Ил-18       | Coot            | 1957.                          | дуго линијски путнички авион (са турбоелисним моторима) |
| Иљушин Ил-20       | -               | 1948.                          | јуришни бомбардер (експериментални)                     |
| Иљушин Ил-20       | Coot-A          | 1968.                          | авион за против електронско ратовање                    |
| Иљушин Ил-22       | -               | 1947.                          | тактички бомбардер                                      |
| Иљушин Ил-24       | -               | 1983.                          | извиђач                                                 |
| Иљушин Ил-28       | Beagle / Mascot | 1948.                          | тактички бомбардер                                      |
| Иљушин Ил-30       | -               | 1949.                          | тактички бомбардер                                      |
| Иљушин Ил-32       | -               | 1948.                          | десантна једрилица                                      |
| Иљушин Ил-38       | May             | 1961.                          | против подморнички патролни авион                       |
| Иљушин Ил-40       | Brawny          | 1953.                          | јуришни бомбардер                                       |
| Иљушин Ил-42       | -               | 1967.                          | јуришни бомбардер                                       |
| Иљушин Ил-46       | -               | 1952.                          | тактички бомбардер                                      |
| Иљушин Ил-54       | Blowlamp        | 1955.                          | средњи бомбардер                                        |
| Иљушин Ил-62       | Classic         | 1963/1969.                     | дуго линијски путнички авион (са турбомлазним моторима) |
| Иљушин Ил-76       | Candid          | 1971/1978/1981/1982/1995/2006. | средњи линијски транспортни/путнички авион              |
| Иљушин Ил-78       | Midas           | 1983.                          | авио танкер                                             |
| Иљушин Ил-80       | Maxdome         | 1992.                          | летеће командно место                                   |
| Иљушин Ил-82       | -               | 1989.                          | летеће командно место                                   |
| Иљушин Ил-86       | Camber          | 1976.                          | средњи линијски путнички авион                          |
| Иљушин Ил-87       | Camber          | 1992.                          | летеће командно место                                   |
| Иљушин Ил-96       | -               | 1988/1993/1997/2005.           | дуго линијски широко трупни путнички авион              |
| Иљушин Ил-102      | -               | 1982.                          | тешки бомбардер                                         |
| Иљушин Ил-103      | -               | 1994.                          | лаки туристичко/путнички/тренажни авион                 |
| Иљушин Ил-114      | -               | 1990/1996/1999.                | транспортни/путнички авион за кратко линијски саобраћај |
| Ил- 214            | -               | 2017. (План)                   | транспортни/путнички авион за кратко линијски саобраћај |

## Галерија слика
- Јуришник Ил-2 Штурмовик
- Јуришник Ил-10
- Јуришник Ил-102
- Бомбардер и торпедни бомбардер Ил-4
- Бомбардер Ил-28
- Авион за електронско ратовање Ил-20
- Против подморнички авион Ил-38
- Путнички авион Ил-14
- Путнички авион Ил-18
- Путнички авион Ил-62
- Путнички авион Ил-86
- Путнички авион Ил-96
- Транспортни авион Ил-12
- Транспортни авион Ил-114T
- Транспортни авион Ил-76TD
- А-50 Бериев (Руски АВАКС)
- Транспортни авион Ил-96T
- Туристичко-путнички-тренажни авион Ил-103